# Hiram (nome)
Hiram  è un nome proprio di persona ebraico e inglese maschile.

## Varianti
Ahiram
- Inglesi: Hyram[1]

## Origine e diffusione
Nome di tradizione biblica (era portato da un re di Tiro e uno di Biblo nell'Antico Testamento), è di probabile origine fenicia o ebraica, da חִירָם (Hiram), probabile aferesi di Ahiram, e significa "fratello esaltato" o "fratello del nobile".
Cominciò ad essere usato occasionalmente in inglese dopo la Riforma Protestante, ma acquisì una certa diffusione solo negli Stati Uniti, dove venne portato proprio dai Puritani nel XVII secolo.

## Persone

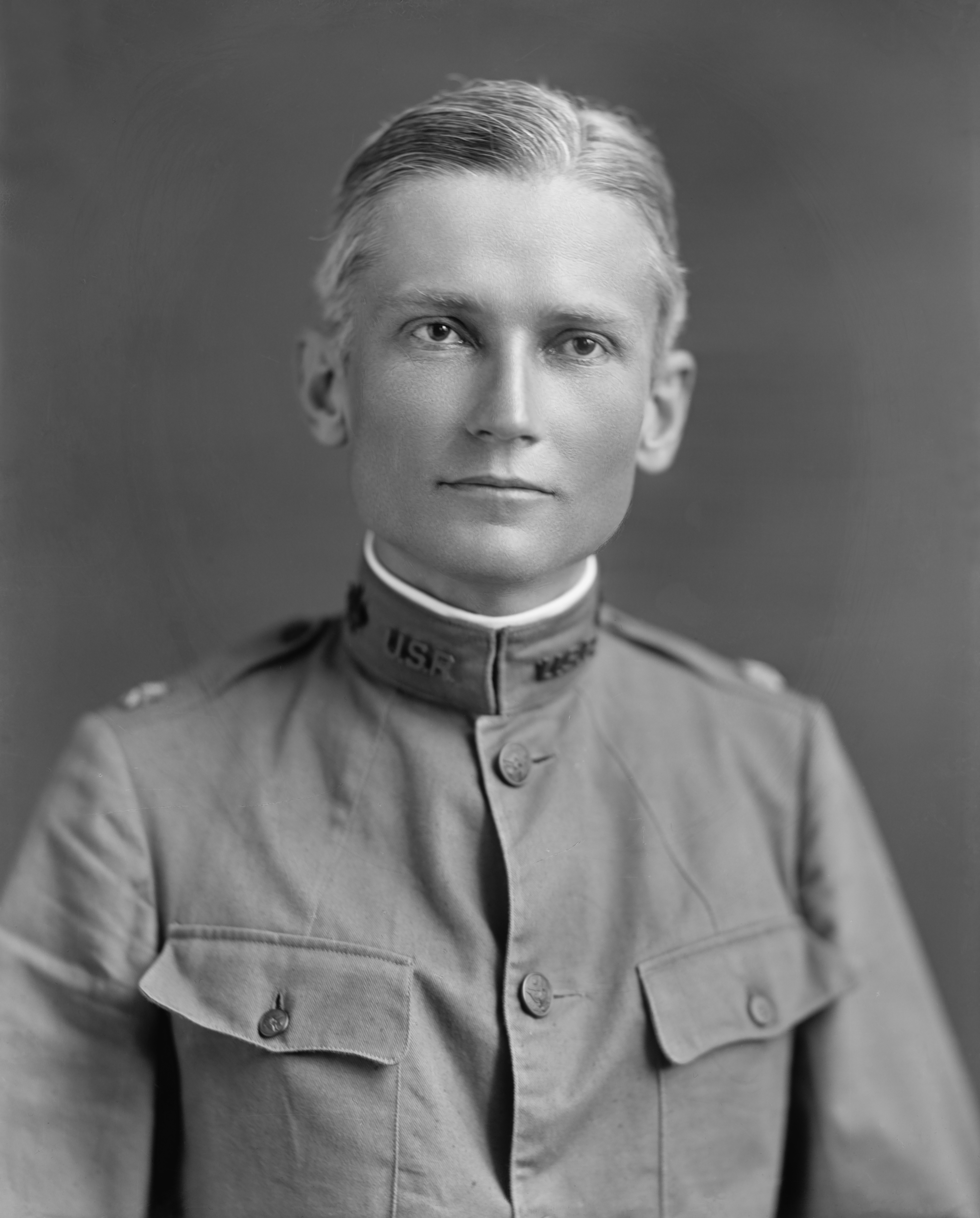
Hiram Bingham

- Hiram I, re di Tiro nel X secolo a.C.

- Hiram Bingham, esploratore, archeologo e politico statunitense
- Hiram Bullock, chitarrista statunitense
- Hiram Cronk, militare statunitense
- Hiram Eugene, giocatore di football americano statunitense
- Hiram Fong, politico statunitense
- Hiram Fuller, cestista statunitense naturalizzato libico
- Hiram Johnson, politico statunitense
- Hiram Keller, attore e modello statunitense
- Hiram Mier, calciatore messicano
- Hiram Rhodes Revels, politico, religioso ed educatore statunitense
- Hiram Stevens Maxim, inventore statunitense naturalizzato britannico

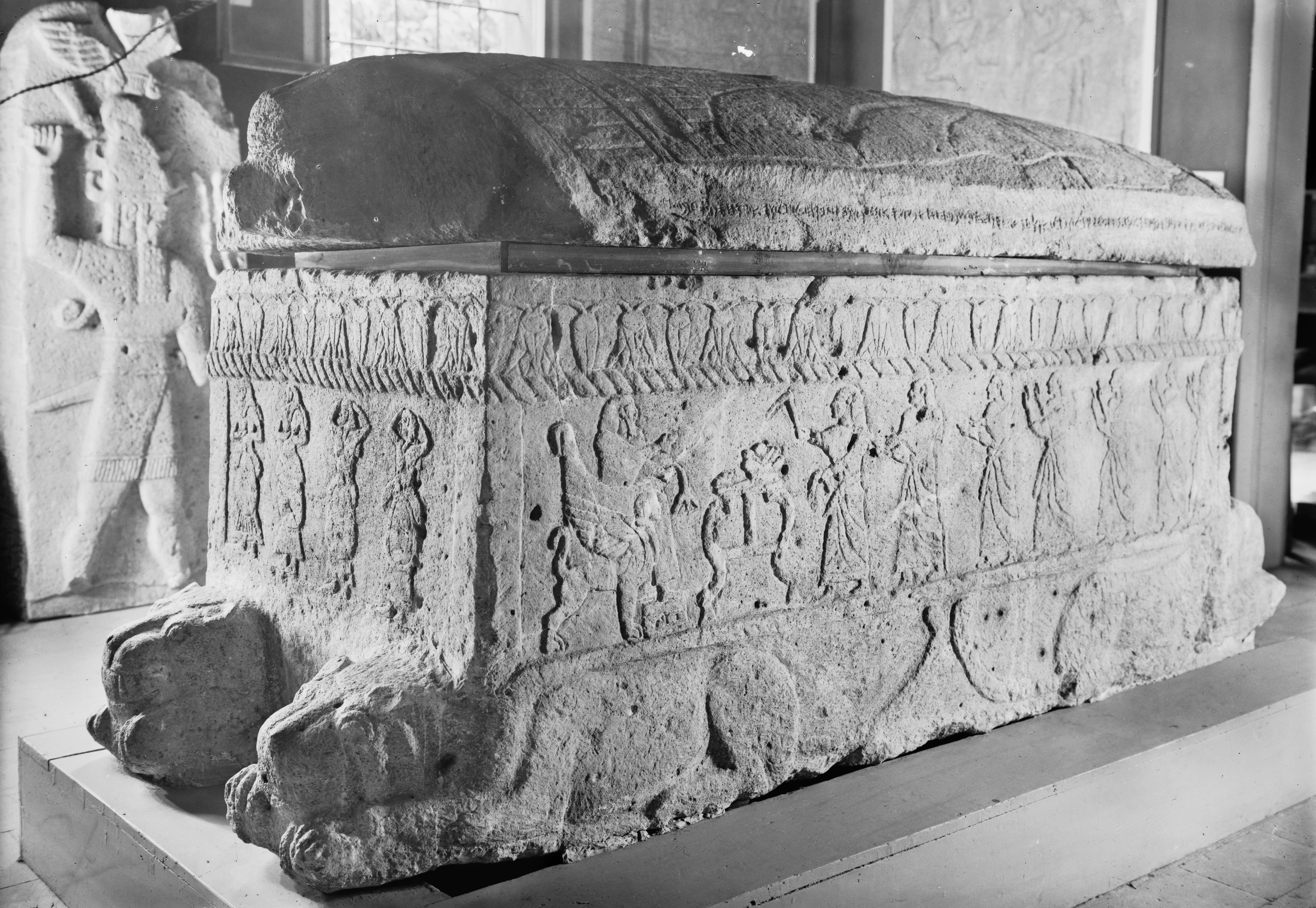
Il sarcofago di Ahiram di Biblo risalente all'XI secolo a.C. a Beirut.

### Variante Ahiram
- Ahiram, re di Biblo nel XI secolo a.C.

## Curiosità
- Hiram Abif è una figura allegorica tipica dei rituali massonici.